# Raya Bidshahri
Raya Bidshahri (persa: ريا بيدشهري) és una educadora i empresària iraniana, coneguda per haver fundat la plataforma d'aprenentatge en línia Awecademy. Va ser nomenada una de les 100 dones de la BBC l'any 2019. Bidshahri ha estat descrita com una precursora.

## Trajectòria
Bidshahri va néixer a l'Iran, però va créixer a Dubai. Allí va ser cofundadora del Cafè Scientifique Dubai i membre fundadora del SciFest Dubai. Als 19 anys, es va mudar als Estats Units per a estudiar neurociència en la Universitat de Boston, on també va treballar amb empreses emergents com SheWorks i va cofundar una plataforma de xarxes socials anomenada Optimisme Intel·ligent.
Quan el president dels Estats Units, Donald Trump, va signar l'Ordre Executiva 13780 el 6 de març de 2017, limitant les vises per a immigrants de l'Iran, Bidshahri va decidir que era massa arriscat començar una empresa emergent en Silicon Valley com havia planejat. Així, després de completar la seva llicenciatura, es va mudar a Toronto, al Canadà al juny de 2017, i va començar Awecademy com un negoci canadenc.
Bidshahri és una periodista col·laboradora habitual de la publicació en línia Singularity Hub.

## Awecademy
Awecademy, fundada en 2017, és una plataforma d'aprenentatge en línia "amb la missió d'utilitzar l'educació per a millorar el món inspirant un sentit de sorpresa i meravella en els estudiants. Els cursos introdueixen als estudiants de secundària en conceptes ètics i filosòfics com l'ètica en la intel·ligència artificial, singularitat tecnològica, futurologia i consciència plena. Els mòduls són multidisciplinaris i posen l'accent en l'avaluació formativa (més que en l'avaluació sumativa) mitjançant projectes de col·laboració en la vida real, com podcasts o vídeos.
En 2019, Awecademy va rebre part d'una subvenció per al Riverside City College a Riverside, Califòrnia, per a fer costat als estudiants de secundària que volien aconseguir títols d'infermeria després de la graduació. Awecademy també es va associar amb la Pacific Àsia Travel Association en 2019.